# Dangerous World Tour
Dangerous World Tour druga je svjetska turneja američkog glazbenika Michaela Jacksona kao solo umjetnika, koja se održala u Europi, Južnoj Americi i Aziji od 27. lipnja 1992. do 11. studenog 1993. godine.
Pokrovitelj ove turneje kao i prve bila je tvrtka Pepsi Cola. Turneja uključuje 69 koncerata i posjetu od 3,9 milijuna obožavatelja. Sva dobit od koncerata donirana je u razne dobrotvorne svrhe, uključujući i "Heal the World Foundation".
Tijekom drugog dijela turneje u 1993. godini, Jackson je odlučio prekinuti turneju zbog, kako je najavljeno bolesti koja je u konačnici rezultirala hospitalizacijom. Jackson je nakon što je optužen za seksualno maltretiranje djeteta, postao ovisan o lijekovima protiv bolova, te je patio od dehidracije, migrene, bolova u leđima, česte ozljede gležanj i stresa.

## Popis izvedbi
| Prvi dio 1. Carmina Burana "Brace Yourself" Uvod 2. "Jam" 3. "Wanna Be Startin' Somethin'" 4. "Human Nature" 5. "Smooth Criminal" 6. "I Just Can't Stop Loving You" (Duet s pratećim vokalom Siedahom Garrettom) 7. "She's out of My Life" 8. Jackson 5 Medley - "I Want You Back" - "The Love You Save" - "I'll Be There" 9. "Thriller" 10. "Billie Jean" 11. Black or White "Panther" Video Interlude 12. "Workin' Day and Night" 13. "Beat It" 14. "Someone Put Your Hand Out" Instrumental Interlude 15. "Will You Be There" 16. "The Way You Make Me Feel" (27. lipnja – 15. srpnja, 12. – 19. prosinca 1992.) 17. "Bad" (27. lipnja – 15. srpnja, 12. – 19- prosinca 1992.) 18. "Black or White" 19. "We Are the World" Video Interlude 20. "Heal the World" 21. "Man in the Mirror" 22. Rocket Man Finale | Drugi dio 1. Carmina Burana "Brace Yourself" Uvod 2. "Jam" 3. "Wanna Be Startin' Somethin'" 4. "Human Nature" 5. "Smooth Criminal" 6. "I Just Can't Stop Loving You" (Duet s pratećim voklaom Siedahom Garrettom) 7. "She's out of My Life" 8. Jackson 5 Medley: - "I Want You Back" - "The Love You Save" - "I'll Be There" 9. "Thriller" 10. "Billie Jean" 11. Black or White "Panther" Interlude 12. "Beat It" 13. "Someone Put Your Hand Out" Instrumental Interlude 14. "Will You Be There" 15. "Dangerous" (samo zadnjih pet koncerata) 16. "Black or White" 17. "We Are the World" Video Interlude 18. "Heal the World" 19. "Man in the Mirror" 20. Rocket Man Finale |

## Snimanje turneje
Svi koncerti bili su profesionalno snimljeni od strane Nocturne Productions, Inc., koja je zabilježila čitavu turneju i Jacksonove privatne poslove. Samo je jedan koncert 1. listopada 1992. godine iz Bukurešta emitirana na televiziji diljem svijeta, te je službeno objavljen na DVD-u pod nazivom Live in Bucharest: The Dangerous Tour. Koncerti u Buenosi Airesu (12. listopada 1993.), 
Bremenu (08. kolovoza 1992.), Oslu (15. srpnja 1992.) i Kopenhagenu (20. srpnja 1992.) objavljeni su 2013., 2015., 2017. i 2019. na YouTubeu.

## Izvođači
| Glavni izvođač - Vokal, ples, koreografija: Michael Jackson Plesači - LaVelle Smith, Eddie Garcia, Randy Allaire, Michelle Berube, Jamie King, Taco Falcon, Yoko Sumida | Članovi sastava - Glazbeni direktor: Greg Phillinganes - Asisstent glazbenog direktora: Kevin Dorsey - Klavijature & sintisajzer: Greg Phillinganes, Brad Buxer - Bubnjevi: Ricky Lawson - Prva gitara: Jennifer Batten - Ritam gitara: David Williams - Bas gitara: Don Boyette - Direktor vokala: Kevin Dorsey - Vokali: Kevin Dorsey, Darryl Phinnessee, Dorian Holley, Siedah Garrett |

## Impresum
- Izvršni direktor: MJJ Productions
- Umjetnički direktor: Michael Jackson
- Koreografija: Michael Jackson & LaVelle Smith
- Staged & dizajn: Kenny Ortega
- Postavke dizajna: Tom McPhillips
- Dizajn rasvjete: Peter Morse
- Direktor osiguranja: Bill Bray
- Modni dizajn: Dennis Tompkins & Michael Bush
- Frizer & make-up: Karen Faye
- Koordinator turneje: Sal Bonafede
- Izvršni producent: Benny Collins
- Menadžer produkcije: Chris Tervit
- Menadžer turneje: Paul Gongaware, Jack Nance
- Asistent menadžera turneje: Nelson Hayes
- Koordinator produkcije: Caprise Arreola [1st Leg], Tour Management Coordinator [2nd Leg]
- Osobni management: Gallin Morey Associates

## vanjske poveznice
- Discogs - Michael Jackson - Live In Bucharest: The Dangerous Tour